# شيرا سانديرس هال
شيرا سانديرس هال (بالإنجليزية: Shiera Sanders Hall)‏ هي شخصية خيالية من دي سي كومكس ظهرت في الكثير من القصص المصورة لها والمسلسلات التلفزيونية لها، ظهرت لأول مرة في القصص المصورة في يناير من عام 1940، وهي إحدى الشخصيات العادية أو المدنية الغير خارقة لهوكغيرل.